# Paradox (film, 2017)
Pour les articles homonymes, voir Paradox.
Pour plus de détails, voir Fiche technique et Distribution.
Paradox (殺破狼・貪狼, Sha po lang: taam long) est un film hongkongais réalisé par Wilson Yip, sorti en 2017.
C'est la suite de SPL 2 : A Time for Consequences (2015), bien que l'histoire et les personnages n'ont rien de similaire.

## Synopsis
Le policier hongkongais Lee Chung-Chi apprend que sa fille de 16 ans Wing-Chi a disparu en Thaïlande. Il s'y rend et rencontre le policier chinois Chui Kit et son collègue thaï Tak.

## Fiche technique
- Titre original : 殺破狼・貪狼, Sha po lang: taam long
- Titre français : Paradox
- Réalisation : Wilson Yip
- Scénario : Nick Cheuk et Leung Lai-yin
- Photographie : Kenny Tse
- Chorégraphe : Sammo Hung
- Montage : Hoi Wong
- Pays d'origine : Hong Kong
- Format : Couleurs - 35 mm - 2,35:1 - Dolby
- Genre : action
- Durée : 101 minutes
- Dates de sortie :
  -  Chine : 17 août 2017
  -  Hong Kong : 25 août 2017

## Distribution
- Louis Koo : Lee Chung-chi
- Wu Yue : Chui Kit
- Gordon Lam : Cheng Hon-sau
- Chris Collins : Sacha
- Tony Jaa : Tak
- Jacky Cai : Siu Man
- Ken Lo : Ban
- Hanna Chan : Lee Wing-chi
- Vithaya Pansringarm : le commissaire Chai
- Siraphun Wattanajinda : Soei

## Distinctions

### Récompenses
- Asian Film Awards 2018 : Meilleur acteur pour Louis Koo et meilleur film d'action[1].
- 37e cérémonie des Hong Kong Film Awards : Meilleur acteur pour Louis Koo[2].